# 西杰古尼诺区
西杰古尼诺区（俄語：район Западное Дегунино）是莫斯科北行政区的一区，面积7.53平方公里，人口84,743人。地铁的上利霍博雷站和利霍博雷站及 МДЦ 的霍夫里诺站、格拉切夫卡站、莫谢利马什站和利霍博雷站位于该区内。